# Thuthukile Zuma
Thuthukile Zuma (sinh năm 1989) là tên của một trong bốn người con gái của nữ chính trị gia Nompumelelo Ntuli Zuma và cựu tổng thống Nam Phi Jacob Zuma. Bà từng là người đứng đầu trong các nhân viên của bộ trưởng sở bưu chính viễn thông Siyabonga Cwele, vì thế, bà là người trẻ nhất được bổ nhiệm vị trí này trong văn phòng bộ trưởng ở Nam Phi. Sự bổ nhiệm này bị chỉ trích bởi bà quá trẻ, còn thiếu kinh nghiệm và kĩ năng ở vị trí này và mối quan hệ thân mật với bộ trưởng. Điều này làm dấy lên sự quan ngại về việc đưa người quen vào làm.

## Học vấn và sự nghiệp
Tháng 12 năm 2006, bà tốt nghiệp trường trung học phổ thông Westerford.Tiếp đến, bà học tại trường đại học Witwatersrand và tốt nghiệp vào năm 2012 với bằng cử nhân ngành nhân loại học.
Bà cùng với những người chị gái của bà là Nokuthula Nomaquawe và Gugulethu Zuma-Ncube đã thành lập hãng phim Nyenyedzi. Năm 2011, hãng phim này sản xuất ra một sản phẩm hài kịch tình huống tên là It's for Life (tạm dịch: Để sống). Và cũng vào năm 2011, bà làm tình nguyện viên tại trụ sở chính của đảng Quốc hội châu Phi (tiếng Anh: African National Congress) là tòa nhà Luthuli cùng với người chị Gugulethu.
Sau đó, bà làm nhân viên liên lạc công cộng trong cơ quan an ninh của bang. Và sau cuộc bầu cử quốc gia, bà trở thành người đứng đầu của các nhân viên trong sở bưu chính viễn thông (lương mỗi năm của bà là 1 triệu Rand, tương đương là hơn 1,7 tỉ tiền Việt Nam). Tháng 12 năm 2015, bà từ chức.